# Ridderorden in Mauritius
Mauritius is een land in het Gemenebest van Naties maar het is sinds de onafhankelijkheid van deze voormalige kroonkolonie niet een personele unie met het Verenigd Koninkrijk verenigd. Het eiland-staatje verleent daarom niet langer Britse onderscheidingen.
Tot 1968 werden wel Britse ridderorden toegekend.
- Orde van Sint-Michaël en Sint-George (voor zeer hoge functionarissen)
- Orde van het Britse Rijk (een veel verleende onderscheiding met zes graden)

De Britse koningin verleende ook haar Huisorde, de Koninklijke Orde van Victoria aan inwoners van Mauritius.
Tussen 1968 en 1992 was er geen onderscheiding op Mauritius, pas op 12 maart 1992 stelde de regering een ridderorde met de gebruikelijke vijf graden in:
- De Orde van de Ster en de Sleutel van de Indische Oceaan